# Zuckersteuer
Die Zuckersteuer ist eine Verbrauchsteuer auf Zucker und zuckerhaltige Lebensmittel. Eine Steuer auf zuckerhaltige Getränke wird auch als Softdrinksteuer oder Limonadensteuer (engl. Sugar-sweetened beverage tax) bezeichnet.

## Geschichte
Zucker war ein kostbares Genussmittel, das in Mitteleuropa bis in die Neuzeit nur für reiche und adelige Leute zur Verfügung stand. Dieser Rohrzucker wurde daher auch „Weißes Gold“ genannt. Erst mit der industriellen Zuckerherstellung aus der Zuckerrübe konnte Zucker ab 1801 zu einem beliebten Lebensmittel für die breiten Massen werden. Damit war es aus Sicht des Staates ein ergiebiger und auch geeigneter Gegenstand der Besteuerung. Demnach handelte es sich nicht um eine Luxussteuer.
1840 wurde der Würfelzucker von Jacob Christoph Rad erfunden und 1841 das erste Zuckersteuergesetz in Preußen erlassen. Mit der Rohstoffsteuer wurden sowohl der Import von Rohzucker aus Übersee, als auch der heimische mit Zuckerrüben hergestellte Zucker besteuert. Später wurde die Steuer in eine reine Verbrauchsteuer umgewandelt. Faktisch handelte es sich bei dieser als Fabrikatsteuer erhobenen Abgabe um eine Art der Steuersubvention für zuckerproduzierende deutsche Großgrundbesitzer. Bemessungsgrundlage der Steuer war die angenommene durchschnittliche Zuckerausbeute aus den Rüben. Der weitaus größte Teil des in Deutschland produzierten Zuckers wurde exportiert, die Steuer wurde in diesem Fall in Höhe der tatsächlich exportierten Zuckermenge erstattet. Weil die reale Zuckerausbeute immer größer als die angenommene und besteuerte war, erhielten die Exporteure größere Beträge erstattet als sie zuvor als Steuer entrichtet hatten. Sie überschwemmten den Weltmarkt mit ihrem Zucker.
In anderen Ländern (zum Beispiel England) wurde die Steuer nur auf den Import von Zucker erhoben. In diesen Fällen war die Steuererhebung einfach, weil sie lediglich auf dem Weg der Verzollung eingeführten Zuckers erfolgte. Als 1874 in England die Zuckersteuer abgeschafft wurde, stieg der Pro-Kopf-Zuckerverbrauch von 23 kg (1873) auf 31 kg (1880).
In den meisten anderen Ländern, die selbst Zucker produzierten, variierte der Gegenstand der Besteuerung. In Frankreich und Russland wurde die Steuer auf das fertige Endprodukt erhoben, in Belgien auf das halbfertige Produkt, also die Menge des produzierten Rübensaftes. In Deutschland schließlich wurde die Menge der gelieferten Zuckerrüben besteuert, die genaue Bezeichnung der Steuer war also Rübenzuckersteuer.

## Zwecke
Mit Steuern auf zuckerhaltige Getränke werden, neben der Erzielung von Staatseinnahmen, vor allem Lenkungszwecke verfolgt: Die Bevölkerung soll zu einer gesünderen Ernährung bewegt und externe Kosten sollen vermieden werden, die der Gesellschaft bei übermäßigem Softdrink-Konsum im Gesundheitswesen und durch Produktivitätsverringerungen entstehen. Die Einnahmen können zweckgebunden verwendet werden, beispielsweise zur Reduzierung der Preise alternativer gesünderer Lebensmittel.
Die Weltgesundheitsorganisation rät Regierungen, zuckerhaltige Getränke mit einer Sondersteuer von mindestens 20 Prozent zu belegen. Die Abgabe könne zu einem spürbaren Rückgang des Zuckerkonsums führen. Im Ergebnis würden weniger Menschen an Übergewicht, Adipositas, Zuckerkrankheit oder Karies leiden. Mit ähnlichen Argumenten wird auch eine Fettsteuer diskutiert oder eine gemeinsame Besteuerung von fett- und zuckerhaltigen Lebensmitteln. Im Gegensatz zu Abgaben auf Fett und Zucker zielt eine diskutierte Fleischsteuer nicht hauptsächlich auf den Gesundheitsschutz, sondern primär auf eine nachhaltigere Landwirtschaft mit einem geringeren Flächenverbrauch, der Gesundheitsschutz ist hier ein Nebenaspekt.

## Gestaltung und Wirkungen
Die Besteuerung zuckerhaltiger Getränke kann – je nach Ausgestaltung der Steuer – auf zweierlei Weise den Zuckerkonsum reduzieren: Zum einen können Hersteller den Getränken weniger Zucker zusetzen, um Steuern und Preiserhöhungen zu vermeiden. Zum anderen können höhere Endverbraucherpreise die Konsumenten dazu veranlassen, weniger zuckerhaltige Getränke zu kaufen. Eine bei den Herstellern erhobene Steuer führt aber nur insoweit zu einer Erhöhung der Endverbraucherpreise, als Hersteller und Handel die Steuer auf die Konsumenten überwälzen können. Bei Softdrinkssteuern wurden laut einer 2022 veröffentlichten Übersichtsarbeit im Mittel 82 % der Steuerlast überwälzt. Verschiedene Studien deuten darauf hin, dass die Einführung von Steuern auf zuckerhaltige Getränke tatsächlich zur Verringerung des Zuckergehalts und zu einem verringerten Konsum besteuerter Getränke führt. Die Preiselastizität liegt bei −1 oder noch darunter: Ein 10 Prozent höherer Preis der Getränke führt zu einer um 10 oder mehr Prozent verringerten Nachfrage.
Die Einführung einer Softdrinksteuer kann dazu führen, dass Konsumenten auf andere, ebenfalls ungesunde Alternativen ausweichen (Substitutionseffekt). In Mexiko wichen Konsumenten auf nicht-besteuerte Fruchtsäfte und Milchgetränke aus, die ebenfalls einen hohen Zuckergehalt aufweisen. Dem kann durch eine geeignete Steuerbasis begegnet werden.
Eine Untersuchung der dänischen Softdrinksteuer, die 2012–2014 erhoben wurde, deutet darauf hin, dass die Wirkung von der Selbstkontrolle der Konsumenten abhängt: Zwar bewirkten Steuervariationen im Mittel deutliche Änderungen der Nachfrage. Aber Konsumenten mit wenig Selbstkontrolle reduzierten nach Steuererhöhungen ihre gekaufte Menge kaum, Steuersenkungen wirkten hingegen auf alle nahezu gleich nachfragesteigernd. Menschen mit niedriger Selbstkontrolle wären aber gerade die, denen eine Zuckersteuer bei der Erreichung langfristiger Ziele helfen sollte, weniger Zucker zu sich zu nehmen. Eine stufenweiser Steuertarif wie in Großbritannien, der stärker an den Produzenten ansetzt den Zuckergehalt zu verringern, könnte daher wirksamer sein.
Ob die in verschiedenen Staaten existierende Besteuerung von unverarbeitetem Zucker oder von mit Zuckerzusätzen versehenen Lebensmittel tatsächlich einen Rückgang des Zuckerkonsums, von Übergewicht und ernährungsbezogenen Krankheiten bewirkt hat, ließ sich in einer 2020 veröffentlichten Übersichtsarbeit mangels aussagekräftiger Studien noch nicht einschätzen. Die meisten Steuern gab es Ende der 2010er-Jahre noch nicht lange genug, um Aussagen über gesundheitliche Effekte treffen zu können.
Steuern auf zuckerhaltige Getränke wirken regressiv, d. h. Haushalte mit niedrigen Einkommen werden prozentual höher belastet, wenn sie ihre Konsumgewohnheiten nicht anpassen. Dem stehen die progressiv wirkenden Gesundheitseffekte gegenüber, die bei einem Ausweichen auf gesündere Alternativen entsprechend zum Tragen kommen. Darüber hinaus kann mit den Einnahmen aus einer Zuckersteuer gezielt ein Ausgleich geschaffen werden.

## Zuckersteuern nach Staat

Staaten mit Steuern auf zuckerhaltige Getränke (rot: Steuer in Kraft, orange: aufgehoben)

Softdrinksteuern gab es 2023 in mehr als 50 Staaten, darunter in Europa Belgien, Finnland, Frankreich, Großbritannien, Irland, Kroatien, Lettland, Polen, Portugal, Spanien und Ungarn. Hinzu kamen in einzelnen Staaten Steuern auf verschiedene besonders zuckerhaltige Lebensmittel.

### Deutschland
Die Zuckersteuer wurde in Deutschland zum 1. Januar 1993 mit Inkrafttreten des Europäischen Binnenmarkts zur Vermeidung von Wettbewerbsverzerrungen abgeschafft.
Deutschland setzt seit 2015 auf Selbstverpflichtungen der Wirtschaft zur Verringerung des Zuckeranteils in Softdrinks. Der mittlere Zuckeranteil ging zwischen 2015 und 2021 um 2 % von 5,3 auf 5,2 g pro 100 ml zurück, deutlich unter dem Ziel einer 9 %igen Verringerung und deutlich unter der Verringerung um 29 %, die es in Großbritannien im gleichen Zeitraum gab und das seit 2017 auf eine Zuckersteuer setzt.
Mit Aussagen wie „Zucker macht krank“ und „es gibt keinen Bedarf, Zucker … als Lebensmittel aufzunehmen“ werben Krankenkassen-Fachleute und die Nicht-Regierungs-Organisation Foodwatch für die Wiedereinführung der Zuckersteuer in Deutschland und werden dabei von Mitgliedern des Bundestags-Gesundheitsausschusses unterstützt. Auch die Zukunftskommission Landwirtschaft empfiehlt in ihrem 2021 erschienenen Abschlussbericht eine Abgabe auf Zucker.
Ein Forschungsteam von der Technischen Universität München und der Universität Liverpool kam 2023 zu dem Ergebnis, dass eine Zuckersteuer auf süße Erfrischungsgetränke in Deutschland allein innerhalb der nächsten 20 Jahre bis zu 16 Milliarden Euro sparen und zahlreiche Erkrankungen vermeiden würde.
Das Team simulierte mehrere Varianten von Zuckersteuern. Wenn die Steuer je nach der Zuckermenge variieren würde, würden die Rezepturen der Getränke verändert und die Menge des verkauften Softdrinks werde zurückgehen.
Im Juli 2024 forderten 9 der 16 Bundesländer die Bundesregierung auf, eine Steuer auf besonders zuckerhaltige Getränke zu prüfen. Zur Begründung wird angeführt, dass trotz freiwilliger Selbstverpflichtung und Zusagen der Industrie in Deutschland der durchschnittliche Zuckergehalt von z. B. Softgetränken in den vergangenen Jahren nicht in dem Maße gesunken sei, wie es für eine gesundheitsförderliche Ernährung erforderlich wäre.

### Großbritannien
Seit April 2018 gilt in Großbritannien eine Zuckersteuer für zuckerhaltige Getränke mit Ausnahme von Fruchtsäften, Getränken auf Milchbasis und den Produkten sehr kleiner Unternehmen. Getränke mit mehr als fünf Gramm Zucker pro 100 Milliliter werden mit einer Abgabe von 18 Pence pro Liter belegt. Softdrinks mit mehr als acht Gramm Zucker pro 100 Milliliter werden mit 24 Pence pro Liter besteuert.
Die Einführung der Steuer wurde im Haushaltsplan vom März 2016 angekündigt. Zweck der Steuer ist die Bekämpfung der Adipositas bei Kindern. Dies soll auf zwei Wegen geschehen: Die Produzenten sollen Anreize bekommen den Zuckergehalt der Getränke zu senken, und Konsumenten sollen zuckerärmere Getränke bevorzugen. Die Steuereinnahmen sollen in den Ausbau von Sportanlagen und Sportprogrammen in Schulen fließen.
2015 wurde geschätzt, dass die Kosten im staatlichen Gesundheitssystem (National Health Service) für Adipositas-bedingte Erkrankungen 5,1 Milliarden Pfund pro Jahr betrugen. Zusammen mit den Ausgaben bezüglich Diabetes ergab sich ein Betrag, der die Ausgaben für Polizei, Feuerwehr und Justizsystem übersteigt.
In den Jahren 2015 bis 2018 ging die Gesamtmenge des mit zuckerhaltigen Getränken verkauften Zuckers um 29 % zurück. Die Reduktion ließ sich zu knapp drei Vierteln auf die Verringerung des Zuckeranteils in den Getränken zurückführen – viele Unternehmen reduzierten die Zuckermenge in ihren Getränken um 15 % und mehr – und zu etwas mehr als einem Viertel auf ein verändertes Kaufverhalten. Die Veränderungen werden zu einem Gutteil der Zuckersteuer zugeschrieben. Zwar ging der Zuckerkonsum schon vor Einführung der Steuer zurück, doch ein Jahr nach der Einführung beschleunigte sich der Rückgang deutlich. Kinder nahmen 2019 geschätzt etwa 23 % weniger Zucker durch den Konsum von Softdrinks zu sich gegenüber einem „Weiter-so“-Szenario ohne Steuer, bei Erwachsenen könnten es an die 40 % gewesen sein.

### Irland
Seit dem 1. Mai 2018 gilt in Irland eine Zuckersteuer von 20 Cent pro Liter für Getränke mit mehr als fünf Gramm Zucker pro 100 Milliliter. Für Getränke mit mehr als acht Gramm Zucker pro 100 Milliliter gilt eine Zuckersteuer von 30 Cent.

### Mexiko
Mexiko weist eine der weltweit höchsten Fettleibigkeitsraten auf. Stand 2022 waren drei von vier Mexikanern übergewichtig, gut 30 Prozent fettleibig.
Im Herbst 2013 war in Mexiko eine Steuer von einem Mexikanischen Peso pro Liter auf zuckerhaltige Getränke sowie eine 5-prozentige Steuer auf Junkfood beschlossen worden. Zuvor hatten Limonadenhersteller durch eine Medienkampagne versucht, das mexikanische Abgeordnetenhaus und den Senat von dem Gesetzesvorhaben abzubringen. Die Limonadenhersteller argumentierten u. a., dass eine solche Maßnahme nicht dazu beitragen würde, die Fettleibigkeit in Mexiko zu reduzieren und zudem Hunderte von Mexikanern, die in der Zuckerrohrindustrie arbeiten, arbeitslos machen würde. Innerhalb eines Jahres nach Umsetzung des Gesetzes gingen die Verkäufe von Limonade in Mexiko laut einer Studie um 6 % zurück. Beim ärmsten Teil der Bevölkerung ging der Limonadenkonsum um 9 % innerhalb eines Jahres nach Einführung der Zuckersteuer zurück. Die Käufe von Wasser und unversteuerten Getränken stiegen innerhalb eines Jahres nach Einführung der Zuckersteuer deutlich an. Die Autoren der Studie forderten die mexikanischen Behörden auf, die Zuckersteuer zu verdoppeln, um den Zuckerkonsum weiter zu senken. Die Autoren der Studie räumten zwar ein, dass die Auswirkungen der Getränkesteuer moderat seien, merkten aber an, dass Untersuchungen nahelegten, dass eine 20-prozentige Steuer auf zuckerhaltige Getränke erforderlich sei, um den Zuckerkonsum so weit zu reduzieren, dass sich dies merklich positiv auf die Gesundheit der Gesellschaft auswirkt.
Eine 2016 in der PLoS Medicine veröffentlichte Studie kam zu dem Schluss, dass eine 10-prozentige Verbrauchssteuer auf Limonaden „über einen Zeitraum von zehn Jahren 189.300 neue Fälle von Typ-2-Diabetes, 20.400 Schlaganfälle und Herzinfarkte sowie 18.900 Todesfälle bei Erwachsenen zwischen 35 und 94 Jahren verhindern könnte“. Der Studie zufolge könnte „allein die Verringerung der Diabetesfälle zu Einsparungen von 983 Millionen US-Dollar bei den prognostizierten Gesundheitskosten führen“.

### Schweiz
Eine Standesinitiative des Kantons Neuenburg über eine Zuckersteuer in der Schweiz wurde 2018/19 vom Parlament abgelehnt. Aktuell diskutiert der Grosse Rat des Kantons Neuenburg über eine Kantonale Zuckersteuer. Eine Standesinitiative des Kantons Genf zur Einführung einer nationalen Zuckersteuer ist ebenfalls pendent im Parlament. Im Ständerat wurde die Standesinitiative unter Verweis auf freiwillige Massnahmen durch die Industrie einstimmig abgelehnt.
Das Bundesamt für Lebensmittelsicherheit und Veterinärwesen (BLV) setzt seit 2015 mit der Erklärung von Mailand auf freiwillige Zuckerreduktion bei den Lebensmittelherstellern. Gemäß der IG Erfrischungsgetränke reduzieren die Hersteller den Zuckergehalt seit Jahren freiwillig.
Fanta und Orangina enthalten heute (2019) in der Schweiz mehr als doppelt so viel Zucker wie in Großbritannien.